# Войцех Келяр
Войцех (Альберт) Келяр (Wojciech (Albert) Kielar) — львівський будівничий і скульптор XVII століття.

## Біографія
Німець за походженням. 1639 року написав послідовно два заповіти, де згадує зокрема про 71 надгробок, вирізьблений для вірменської церкви (тепер вірменський собор), 2 — для церкви св. Теодора, 5 — для вірменської церкви Святого Хреста. Там же говориться про роботи у львівських домініканців, які не до кінця з ним розрахувались. На підставі цього дослідник Тадеуш Маньковський вважав, що Келяр спорудив у Львові костел святої Марії Магдалини (тепер найстаріша частина храму, перетворена на пресбітерій). Пізніше, історики Владислав Лозинський і Мечислав Гембарович, аналізуючи той же заповіт, не змогли дійти однозначного висновку про можливий обсяг і час його робіт при спорудженні. Часові рамки будівництва достеменно невідомі і могли охоплювати проміжок між 1612 і 1639 роками. Маньковський також припускав, що разом з Келяром працював його учень Ян Годний. Пізніше він скоригував версію, називаючи Мартина Годного. Ці припущення однак не мають документальних підтверджень. На думку Владислава Лозинського Келяр міг бути автором стюкової скульптури вівтаря там же. Цю версію заперечував Богдан Януш, вважаючи, що Келяр скоріш за все створив лише основну структуру вівтаря, без скульптури.
Львівський дослідник Володимир Вуйцик припускав, що Келяр міг бути автором розбудови львівського вірменського собору у XVII столітті. У 1646—1647 роках, спільно з будівничим Миколою Поправою мурував нову Руську браму у Львові при східному пряслі Високого муру. Для цього постачав камінь з Голоска і Кривчиць. 1657 року вступив до цеху будівничих. У цехових книгах значився як Wojciech Kielar. Протягом 1658—1660 років був цехмістром. Більш пізніх згадок немає, що може свідчити про його смерть 1660 року. У заповіті згадуються його учні — Матіас і Станіслав Пущек. Останній провчився в Келяра шість років. Зі скарги цехових будівничих до ради міста стало відомо, що протягом шести років учнем був також Ян Годний.